# Guaviare
Guaviare é um departamento da Colômbia.

## Municípios
1. Calamar
2. El Retorno
3. Miraflores
4. San José del Guaviare

### Etnias
| Cor/Raça           | Porcentagem |
| ------------------ | ----------- |
| Mestiços e Brancos | 90,09%      |
| Afro-colombianos   | 5,86%       |
| Indígenas          | 4,05%       |